# Slæbebåden Theodor
Slæbebåden Theodor (engelsk: Theodore Tugboat) er en canadisk underholdnings-TV-serie for børn om slæbebåde.

## Sæson 1
- Theodor og Boreplatformen
- Theodor og Robåden der Havde Hjemve
- Den Mørke Og Skræmmende Bukta

## Sæson 2
- Theodors Horn
- Georgs Spøkelse
- Natholdet
- Theodor og den Lille Hval
- Nødsituation
- Theodor Tar Slæbet
- Foduck Bliver Hjemme
- Motorbåten Carla
- Vikingskipet Snorri

## Sæson 3
- Redningsmission
- Spesialspoken
- Theodor's Store Venner